# 1974年香港
|        | 香港歷史 \| 香港歷史年表                                                                                                   |
| 世紀： | 19世紀香港 \| 20世紀香港 \| 21世紀香港                                                                                     |
| 年代： | 1940年代香港 \| 1950年代香港 \| 1960年代香港 \| 1970年代香港 \| 1980年代香港 \| 1990年代香港 \| 2000年代香港               |
| 年份： | 1970年香港 \| 1971年香港 \| 1972年香港 \| 1973年香港 \| 1974年香港 \| 1975年香港 \| 1976年香港 \| 1977年香港 \| 1978年香港 |
| 紀年： | 甲寅年（虎年）、香港開埠133周年、香港重光29周年                                                                            |

## 政府

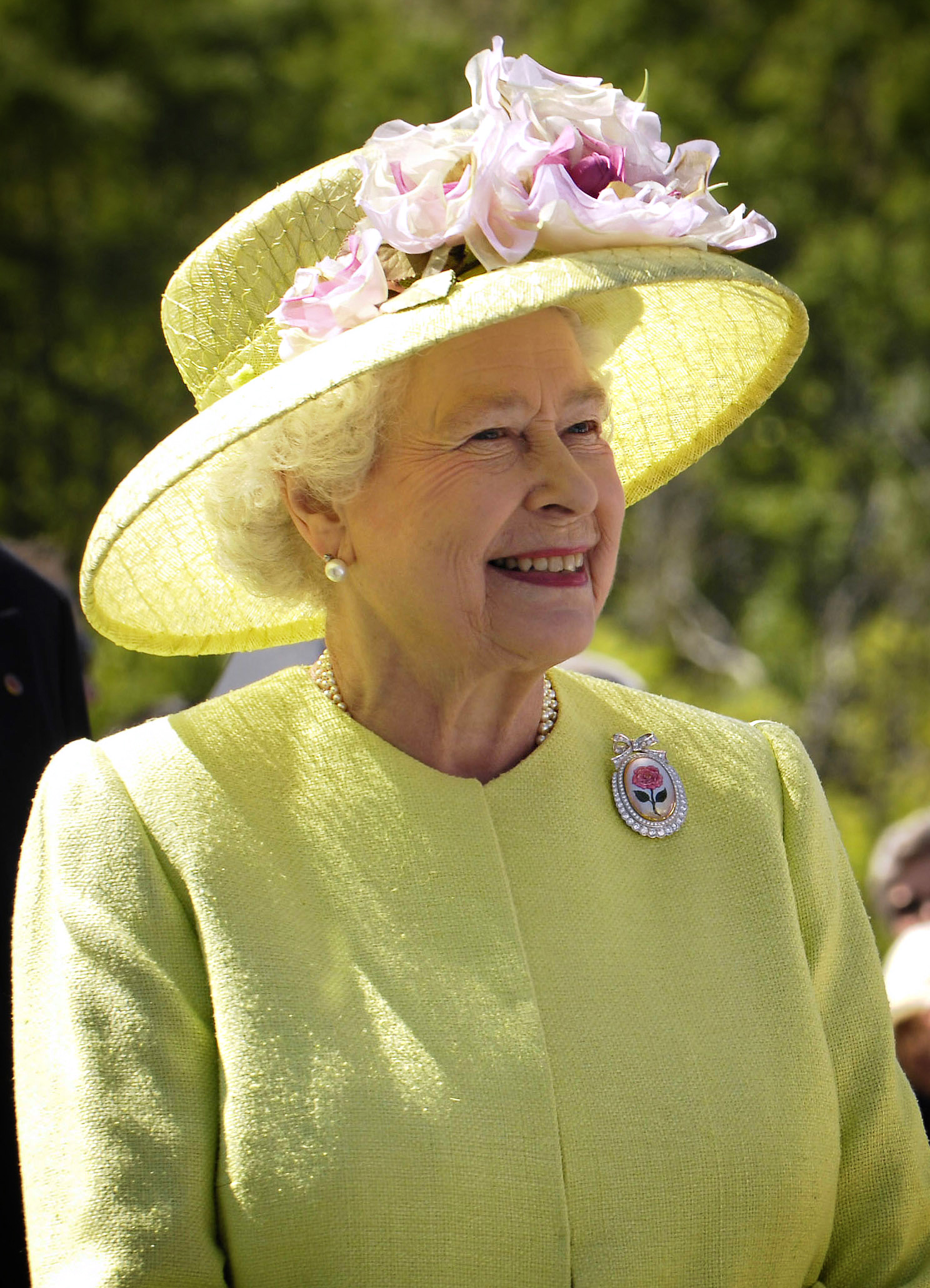
英国君主：伊丽莎白二世
輔政司：羅弼時

## 大事記
- 1月5日，中文成為法定語文，法律效力與地位與英文相同。[1]
- 2月3日，深水址一部解款車被六名持槍捍匪騎刦。[2]
- 2月6日，屯門新青街大橋頭命案，吳錫豪販毒集團成員遭滅口。
- 2月15日，廉政公署成立。
- 3月3日，一輛貨車在清水灣道德望學校附近失控撞山，5死2傷。[3]
- 3月11日：TVB首播劇集《啼笑因緣》，仙杜拉主唱的同名歌曲被視為「粵語歌振興代表作」。
- 3月15日
  - 橫頭磡發生青年被殺案。
  - 旺角荔枝角道78號勝興樓九樓E室發生兇殺案。[4]
- 4月2日，香港消費者委員會成立。
- 4月29日，15歲少女失蹤餘月，之後發現倒斃於鳳德道21號5樓空置單位內，雙手被反綁。
- 5月2日，鯉魚門三家村發生命案，一名男子死亡。[5]
- 5月9日，慈雲山邨劫殺案，一名休班警員死亡。
- 5月24日
  - 獨行賊挾持寶生銀行人質事件。[6]
  - 香港凌晨零時撤銷燈火管制。
- 5月25日，土瓜灣炮仗街明月大廈，一名17歲少女遭先姦再殺。
- 5月30日
  - 一名男子在觀塘協和街安置區毒死3名兒子再自殺[7]。
  - 6名學生在鳳凰山準備觀賞日出之際遭雷擊，3死3傷。[8]
- 6月18日，沙田小瀝源建築中地下引水道遭雷擊，1死4傷。
- 7月1日，1歲半男童在藍田邨第二十座家門外走廊玩耍時失蹤，七日後屍體被發現在同邨第廿二座十四樓的空置單位，頭部倒插廁坑，身體滿佈傷痕，下體被滾水灼傷，死狀淒慘。 案件懸而未破。
- 7月12日，下午4時許，一輛行走50線，行走元朗至佐敦道碼頭的利蘭亞特蘭大（2L28，車牌號碼BD5108）在葵涌道近瑪嘉烈醫院地盤時因左前軸爆胎，失事撞向行車天橋施工地盤並墮坑翻側，整個上層被橋墩削去，巴士底盤完全斷裂，龍骨爆破，造成3死9傷。
- 7月19日，1名警員於大坑東邨被1名青年用利剪刺死。[9]
- 7月23日，牛頭角下邨第9座1227室命案。[10]
- 8月5日，下午五時許，一輛載滿乘客、行走91線的亞比安單層巴士在清水灣道德望崗下斜時機件突然失靈，全車急速直衝至維記牛奶公司（今彩雲邨）外撞向一輛私家車，私家車因巴士衝力甚猛而在斜坡上連打數轉，然後橫亙於路中心。事件中無人受傷，惟警方調查意外期間，意外揭發私家車司機屬無牌駕駛，遂帶署查訊。
- 8月13日，灣仔道234至236號鴻業大廈雙屍兇殺案。[11]
- 8月15日，旺角長城公寓發生謀殺案。[12]
- 8月22日，西貢銀綫灣藍屋發生雙重劫殺案。[13]
- 8月27日，1名騎電單車警員於啓德機場跑道發生交通意外而死亡。[14]
- 9月12日，新蒲崗大有街及爵祿街一帶發生騷亂，警方拘捕包括岑建勳在內的5人。
- 9月13日，運輸署為免白牌車冒充的士，規定市區的士車身顏色，上半部為銀色，下半部為紅色，12個月內車主須按照規定更改車身顏色。[15]
- 9月20日，上水宣道圍印度河畔男子被殺。[16]
- 10月11日，一名18歳女子在銅鑼灣告士打道海殿大廈被姦殺，棄屍5、6樓H座後樓梯。
- 10月18日，一輛行走51線往元朗方向的亞比安23型（L182，車牌號碼AD7096）在錦田公路近石崗菜站與對面線一輛軍用卡車相撞，巴士上11人受傷。
- 10月19日，颱風嘉曼襲港，帶來連場暴雨，天文台懸掛九號風球，1人喪生。
- 10月21日，1名探員在石籬邨被十多人打至重傷。[17]
- 10月25日，紅磡曲街殺人縱火命案。[18]
- 10月25日，啟德機場發生罕見意外，一輛貨車撞向菲航左邊機翼，司機重傷。[19]
- 10月30日，颱風伊蘭襲港，天文台再度懸掛八號烈風或暴風信號。
- 11月3日，樂富邨水塘山公園劫殺案。[20]
- 11月9日，一名男子在巴士站被兩名劫匪刺死。
- 12月4日，石梨新區第十座十四樓1365室發生火警慘劇一雙小兄弟慘遭燒死。[21]
- 12月9日，荔園動物園內一隻猛虎脫籠而出，被警方神槍手發射三枚麻醉劑致氣絕身亡。[22]
- 12月10日，一名男子於銅鑼灣洛克道529號6樓被刦殺。[23]
- 12月17日，跑馬地發生紙盒藏屍案。

### 節慶
下列節慶，如無註明，均是香港的公眾假期，同時亦是法定假日（俗稱勞工假期）。有 # 號者，不是公眾假期或法定假日（除非適逢星期日或其它假期），但在商業炒作下，市面上有一定節慶氣氛，傳媒亦對其活動有所報導。詳情可參看香港節日與公眾假期。
- 1月1日（星期二）：元旦（根據法定假日放假的機構，或會冬至放假，元旦不放假）
- 1月22日（星期二）：農曆年初一之前一日（是法定假日，但不是公眾假期，根據法定假日放假的機構，或會農曆年初二放假，年初一之前一日不放假。部份機構或會提早下班）
- 1月23日（星期三）：農曆年初一
- 1月24日（星期四）：農曆年初二（根據法定假日放假的機構，或會農曆年初二放假，年初一之前一日不放假）
- 1月25日（星期五）：農曆年初三（是公眾假期，但不是法定假日）
- 4月4日（星期四）：兒童節 #
- 4月5日（星期五）：清明節
- 4月12日（星期五）：耶穌受難節（是公眾假期，但不是法定假日）
- 4月13日（星期六）：耶穌受難節翌日（是公眾假期，但不是法定假日）
- 4月15日（星期一）：復活節星期一（是公眾假期，但不是法定假日）
- 4月25日（星期四）：英女皇壽辰（是公眾假期，但不是法定假日）
- 6月24日（星期一）：端午節
- 7月1日（星期一）：7月份第一個周日（是公眾假期，但不是法定假日）
- 8月5日（星期一）：8月份第一個星期一（是公眾假期，但不是法定假日）
- 8月26日（星期一）：8月份最後一個星期一為重光紀念日（是公眾假期，但不是法定假日）
- 9月30日（星期一）：中秋節 #
- 10月1日（星期二）：中秋節翌日
- 10月23日（星期三）：重陽節（是公眾假期，但不是法定假日）
- 10月31日（星期四）：萬聖夜 #
- 12月22日（星期日）：冬至（是法定假日，但不是公眾假期，根據法定假日放假的機構，或會元旦放假，冬至不放假。部份機構或會提早下班）
- 12月24日（星期二）：平安夜#（不是公眾假期或法定假日，但部份機構或會提早下班或放假一天）
- 12月25日（星期三）：聖誕節（是公眾假期，但不是法定假日）
- 12月26日（星期四）：聖誕節後第一個周日（是公眾假期，但不是法定假日）
- 12月31日（星期二）：公曆除夕# （不是公眾假期或法定假日，但部份機構或會提早下班或放假一天）

## 出生人物
- 1月18日，唐劍康，香港唱片騎師。
- 2月3日，楊千嬅，香港女歌手及電影演員。
- 2月3日，郭偉亮，香港男歌手。
- 2月13日，馬國明，香港演員。
- 5月6日，鄧健泓，香港演員及歌手。
- 5月20日，周汶錡，香港模特兒。
- 5月26日，陳琪，香港女藝員。
- 6月1日，陳卓智，香港男性配音員。
- 6月5日，葉文輝，香港唱片騎師及男歌手。
- 6月7日，李家文，資深傳媒人，香港樹仁大學新聞與傳播學系系主任。
- 7月1日，洪天明，香港演員、電視節目主持。
- 7月22日，郭羨妮，香港女藝員。
- 7月27日，陳奕迅，香港男歌手及演員。
- 8月7日，徐榮，香港演員。
- 8月9日，馮德倫，香港導演及演員。
- 9月30日，吳彥祖，香港電影演員。
- 11月30日，鍾漢良，香港男歌手及演員。
- 12月28日，車婉婉，香港演員及歌手。

## 逝世人物
- 7月24日，白小曼，18歲，邵氏女星。